# Janina Durko
Janina Barbara Durko z domu Pikulińska (ur. 27 grudnia 1915 w Nowym Mieście nad Soną, zm. 15 września 2002) – polska Sprawiedliwa wśród Narodów Świata

## Życiorys
Podczas okupacji niemieckiej mieszkała wspólnie z mężem Januszem Durko na warszawskim Żoliborzu. W swoim mieszkaniu udzielała schronienia uciekinierom z warszawskiego getta. Organizowała dla nich także kryjówki w przypadku zagrożenia donosem ze strony sąsiadów. Durko pomagała osobom ukrywanym znaleźć pracę. Do wybuchu powstania warszawskiego Durkowie udzielili pomocy około 20 Żydom.
4 czerwca 1989 r. Jad Waszem uznał Janinę Durko za Sprawiedliwą wśród Narodów Świata. Wspólnie z nią uhonorowano także jej męża, Janusza Durko.